# Культура Нижнего Новгорода
Нижний Новгород — один из крупнейший культурных центров Российской Федерации.

## Музеи

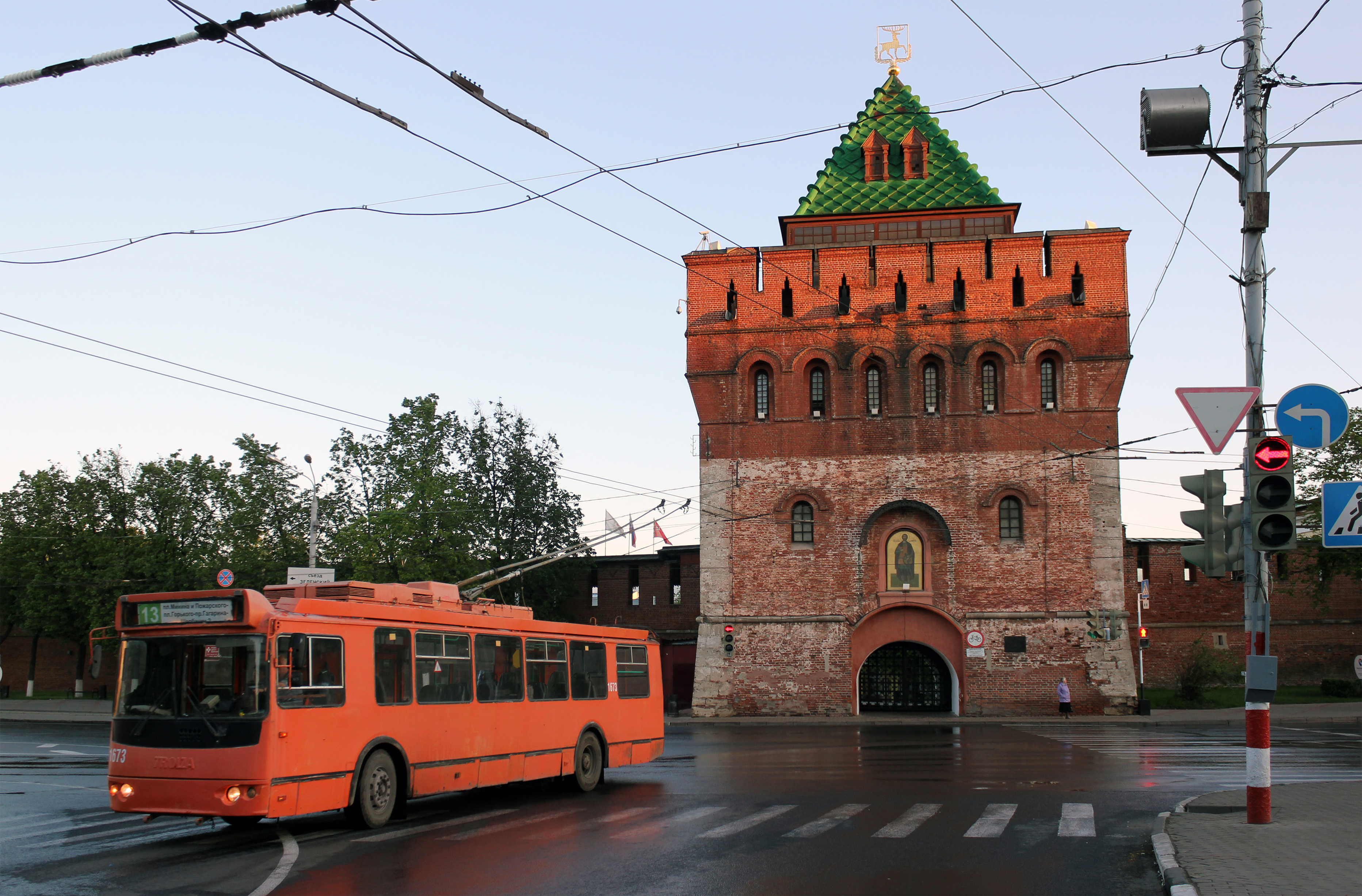
Музей-заповедник — Нижегородский кремль

В историческим центре города находится каменный кремль начала XVI века — кирпичная крепость с 13 башнями (сохранилось 12), протяженность стен — два километра. Нижегородский кремль — древнейшее архитектурное сооружение города. Представляет собой уникальный ансамбль, построенный в период с 1500 по 1512 гг. под руководством итальянского военного инженера и зодчего, которого в России назвали Петром Фрязином. Первоначально кремль имел 14 башен, но до нашего времени сохранилось лишь 12.
- Дмитриевская башня. Кремль. Постоянная выставка «Несокрушимый щит России» — история создания Нижегородского Кремля, оружие, макеты, планы застроек, фотографии, предметы быта.
- Ивановская башня Кремля. Постоянная экспозиция: «Подвиг народного единства» (посвящена народному ополчению 1612 года)

Другие музеи:
- Литературно-мемориальный музей Н. А. Добролюбова
- Нижегородский государственный художественный музей (НГХМ). Отреставрированное здание музея открыто 30 сентября 2009 года[1];
- Русский музей фотографии;
- Музеи Нижегородского государственного университета им. Н. И. Лобачевского:
  - Музей науки ННГУ им. Н. И. Лобачевского «Нижегородская радиолаборатория»;
  - Зоологический музей ННГУ им. Н. И. Лобачевского[2];
  - Этнографический музей ННГУ им. Н. И. Лобачевского[3];
  - Археологический отдел ННГУ им. Н. И. Лобачевского[4];
  - Сектор «История радиофизики» ННГУ им. Н. И. Лобачевского[5];
  - Музей истории университета ННГУ им. Н. И. Лобачевского[6];
- Музей флористики «Юрковка»;
- Нижегородский филиал Государственного центра современного искусства в Нижегородском кремле;
- Галерея современного искусства Futuro;
- Нижегородский государственный историко-архитектурный музей-заповедник[7]. Филиалы музея:
  - Музей «Нижегородский кремль»[8];
  - Выставочный зал «Дмитриевская башня»[9];
  - Выставочный зал «Покровка, 8», в том числе постоянно действующая выставка «Главная улица города»[10][11];
  - Музей нижегородской интеллигенции[12];
  - Мультимедийный парк «Россия — моя история»[13];
  - Усадьба Рукавишниковых[14];
  - Нижегородский острог;
  - Музей истории художественных промыслов Нижегородской области[15];
  - Технический музей[16];
- Архитектурно-этнографический музей-заповедник «Щёлоковский хутор»[17];
- Музей речного флота Волжской государственной академии водного транспорта;
- Музей русского прикладного искусства на Большой Покровской;
- Музей деревянной скульптуры А. И. Новикова (Сормовский район;
- Музей «История средневековых наказаний»;
- Музей военной истории;
- Нижегородский дом бабочек. Постоянная выставка «Экзотические тропические живые бабочки».

### Районные музеи города
- Музей истории и культуры Московского района;
- Музей революционной боевой и трудовой славы Советского района;
- Музей истории Приокского района;

### Музеи персоналий
На территории города находятся:
- Государственный музей А. М. Горького, в который входят:
  - Литературный музей;
  - Музей детства А. М. Горького «Домик Каширина» (место действия автобиографической повести «Детство»);
  - Музей-квартира А. М. Горького (здесь началась работа над романом «Мать», пьесой «Дачники», завершена пьеса «На дне»).
- Государственный литературно-мемориальный музей Н. А. Добролюбова. Единственный в России музей известного критика; включает историко-литературную экспозицию в бывшем доходном доме семьи Добролюбовых, а также дом-музей во флигеле усадьбы Добролюбовых, где прошли детские и юношеские годы критика;
- Музей А. С. Пушкина. Находится в здании бывшей гостиницы купца-промышленника Д. Г. Деулина, где поэт останавливался 2—3 сентября 1833 г. по пути в Оренбург за материалами по истории пугачевского бунта;
- Музей-квартира А. Д. Сахарова. Квартира на первом этаже 12-этажного дома, в которой Сахаров жил в течение семи лет ссылки;
- Музей В. Г. Короленко. Документы и материалы, рассказывающие о жизни, творчестве и общественной деятельности известного русского писателя, о нижегородском периоде его творчества;
- Дом-музей сестер Невзоровых;
- Музей им. Н. А. Зайцева. Конструктор судов на подводных крыльях, соратник Ростислава Алексеева, заместителя главного конструктора ЦКБ по СПК. В музее можно посмотреть «Парад крылатых судов», «Личные вещи, награды, труды Н. А. Зайцева» и познакомиться с «Вехами жизненного пути» известного сормовича;
- Мемориальный музей Я. М. Свердлова;
- Музей им. Ф. И. Шаляпина — 14 февраля 1965 года учителя и ученики при участии Литературного музея А. М. Горького создали в школе музей Ф. И. Шаляпина, первый в мире музей великого певца.

### Религиозные памятники
- Церковно-археологический музей «Истории Нижегородской епархии»;
- Музей Нижегородской духовной семинарии[18];
- Церковь Собора Пресвятой Богородицы (Строгановская);
- Архангельский собор.

### Музеи предприятий и организаций
- Музей ОАО «Авиационный завод „Сокол“».
- Музей истории завода ОАО «Красное Сормово».
- Народный геологический музей ФГУГП «Волгагеология»;
- Музей истории ОАО «ГАЗ».
- Музей истории ОАО «НИТЕЛ».
- Музей под открытым небом «Паровозы России».
- Музейно-выставочный комплекс ОАО «РУМО» — ОАО «РУМО» — одно из крупнейших российских предприятий тяжелого машиностроения с богатой историей
- Музей завода им Г. И. Петровского. Завод выпускает приборы для самолётов.
- Музей истории ОАО ГЗАС (горьковский завод аппаратуры связи) им. Попова В музее представлена историческая авиационная и наземная аппаратура связи.
- Музей при учебно-методическом центре по гражданской обороне и чрезвычайным ситуациям Нижегородской области МЧС России — в экспозиционном фонде музея представлено более 100 экспонатов исторического, краеведческого и специально-профессионального характера.
- Музей истории Нижегородского государственного банка. Особая ценность музея — подлинные интерьеры и фрески, выполненные по эскизам Билибина;
- Музей истории Горьковской железной дороги;
- Музей — выставочный центр ПКО Теплообменник;
- Музей книги Нижегородской государственной областной универсальной научной библиотеке им. Ленина;
- Музей Институт рукописной и старопечатной книги;
- Нижегородский музей авиации — музей находится в Нижегородском аэропорту (История развития Нижегородского аэропорта", «Великие Нижегородцы, летчики, участники Великой Отечественной войны»);
- Музей связи (ВолгаТелеком) — экспозиция посвящена развитию радио, телевидения, телефонной связи;
- Нижегородский музей электротранспорта — музей истории нижегородского трамвая и троллейбуса c экспозицией под открытым небом раритетных трамваев и троллейбусов[19][20].
- Нижегородский научно-информационный центр (ННИЦ) — Дом учёных
- Музей Занимательных Наук «Эйнштейниум» основан в апреле 2016 года. На площади более 500 м² вы найдете более 100 оригинальных экспонатов. Каждый день музей открыт для людей всех возрастов, чтобы показать увлекательный мир естественных наук.

### Выставочные залы
- Нижегородская ярмарка
- Нижегородский государственный выставочный комплекс.
- Межвузовский выставочный центр.
- Выставочный «Белый зал» Нижегородской государственной областной научной библиотеки имени В. И. Ленина.
- Выставочный зал библиотеки «Центр деловой и правовой информации»/Автозаводский выставочный зал
- Галерея «Вещь в себе»
- Художественная галерея «Русский Век» — галерея современной живописи, графики, скульптуры.
- ART52.ru — открытая галерея
- Художественная галерея «ART ПАССАЖ» — выставка-продажа работ известных и начинающих художников России. Живопись, графика, скульптура.
- Емелина Галерея — представляет экспозицию, посвященную сельской жизни. Здесь Вы можете всегда ознакомиться с предметами старорусского быта и старины, окунуться в атмосферу Древней Руси.
- Галерея «9Б»[21]

### Нижегородская область
- Варнавинский историко-художественный музей (п. Варнавино, ул. Продотрядников, д. 11 «а») — музей истории Ветлужского края.
- Володарский районный музейный центр (г. Володарск)
- Государственный литературно-мемориальный и природный музей-заповедник А. С. Пушкина «Болдино»
- Краснобаковский районный краеведческий музей (п. Красные Баки) — расположен в здании бывшего дома князя Трубецкого (сайт).
- Лысковский государственный краеведческий музей (г. Лысково, ул. Горького, д. 17; сайт)
- Мемориальный музей В. П. Чкалова в Чкаловске
- Музей горного дела и спелеологии (п. Пешелань, Арзамасский р-он) — даёт возможность посетителям познакомиться с гипсовой шахтой, с азами горного дела, увидеть, как под землёй добывают белоснежный гипс (фотографии видов). Музей находится на глубине 70 м.
- Музей Пилы (п. Пильна) — музей находится в здании школы. В качестве экспонатов в музее собраны не только пилы разных видов, но и другие деревообрабатывающие инструменты — более 400 экспонатов.
- Музей самоваров в Городце

## Уличное искусство
Нижегородские уличные художники, начиная с 2011 года все чаще стали обращаться к исторической застройке, выбирая ее поверхности в качестве объекта для создания художественной работы, будь то глухая стена или ниши здания. Выбор художников определялся ввиду разных причин. С одной стороны здания, на которых остается художественное высказывание, в своем большинстве забыты, покинуты или давно заброшены. В таком случае создание несогласованной работы в условиях, когда у дома давно нет хозяина, становится наиболее безопасным и комфортным для художника. С другой стороны — это эстетические критерии и исторически сложившиеся особенности места. Деревянная архитектура отражает культурное своеобразие города и подчеркивает его уникальный характер. Художники формируют новые социальные связи, вступая в диалог с жителями домов исторического центра. Последние дают не только свое неформальное согласие художнику на создание работы, но и проявляют настоящее гостеприимство: за чашкой чая делятся историей дома, предоставляют возможность художникам хранить материалы до окончания работ.

### Фестивали
- Фестиваль уличного искусства «Место»

С 2017 года в Нижнем Новгороде проходит международный фестиваль уличного искусства «Место». Основной задачей проекта является переосмысление городской среды Нижнего Новгорода. За первые шесть лет в рамках фестиваля было создано более 250 новых объектов уличного искусства. Участниками стали около 150 художников из разных городов России и из-за рубежа. Проект охватывает многие практики уличного искусства — граффити, стрит-арт, неомурализм, городские интервенции, уличные перформансы, микро-стрит-арт и др. Для многих произведений характерна категория «site-specific» – художественные практики, вдохновленные конкретной локацией, её архитектурой и функционалом. При подготовки эскизов художники изучают исторический контекст делая на него отсылки в своих работах. В рамках фестиваля также были организованы выставки, показы документальных фильмов, экскурсии, мастер-классы и лекции от знаковых представителей стрит-арта и граффити. Создатель и идеолог фестиваля — нижегородский художник Никита Nomerz.

Ежегодно в рамках фестиваля организовываются серии пеших и автобусных экскурсий по объектам нижегородского уличного искусства. Кроме профессиональных гидов экскурсию проводят кураторы и художники. Общее количество участников экскурсий за 2017-2022 гг составляет около 1000 человек. Кроме уличных туров в 2021 году были организованы экскурсии по мастерским нижегородских художников.

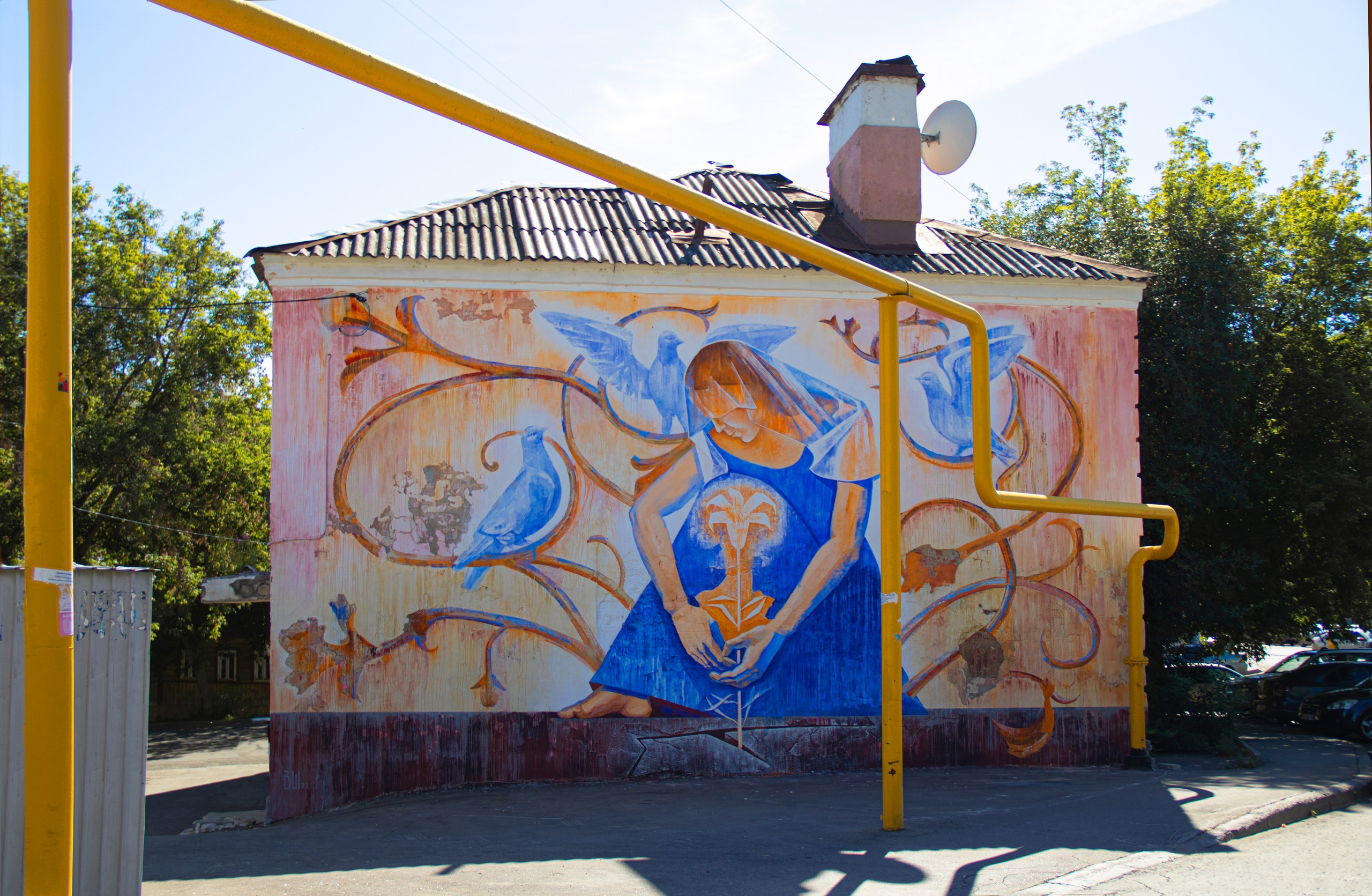
«Сияние», Вера Ширдина (2022)
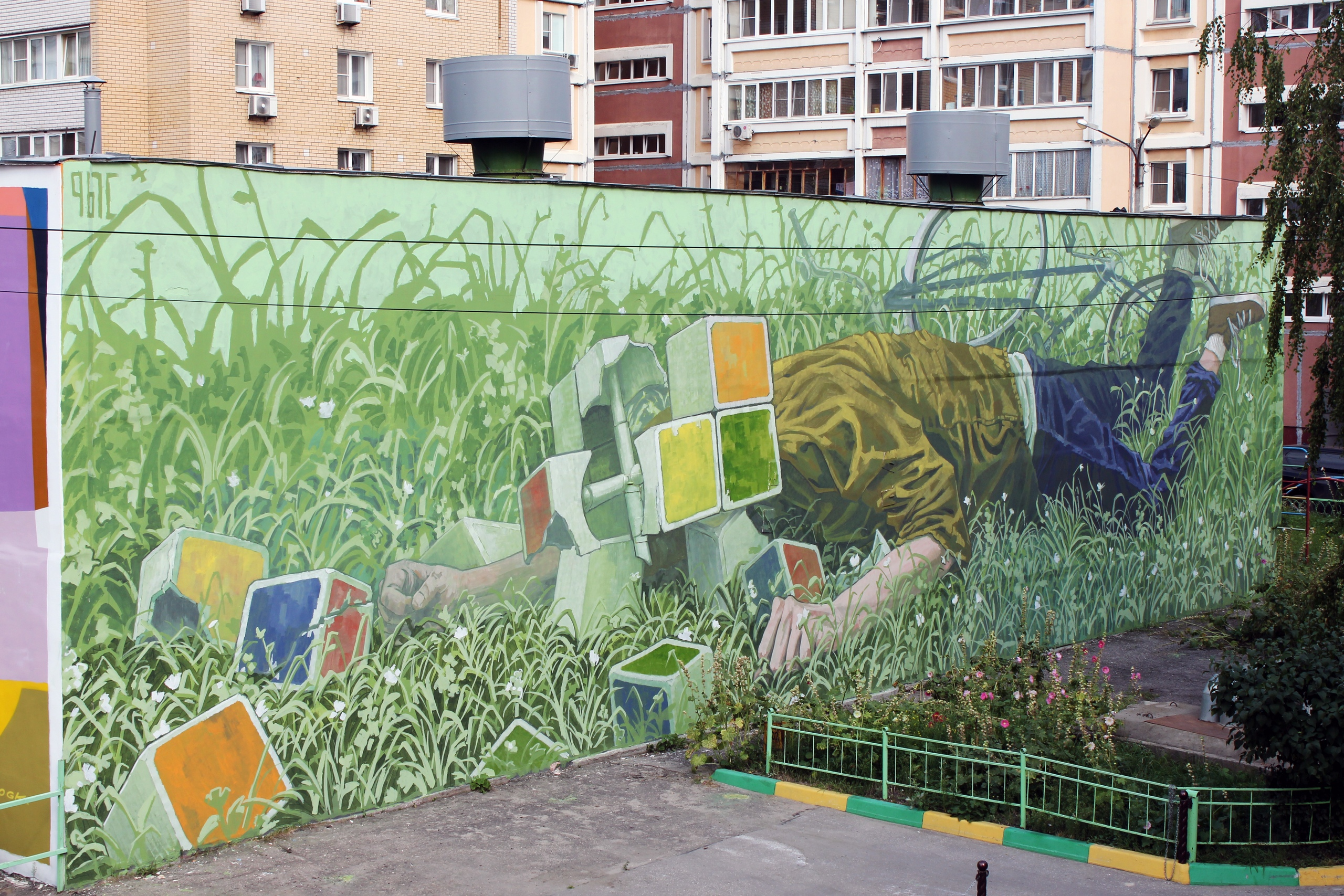
«Падение II», Рустам Qbic (2019)
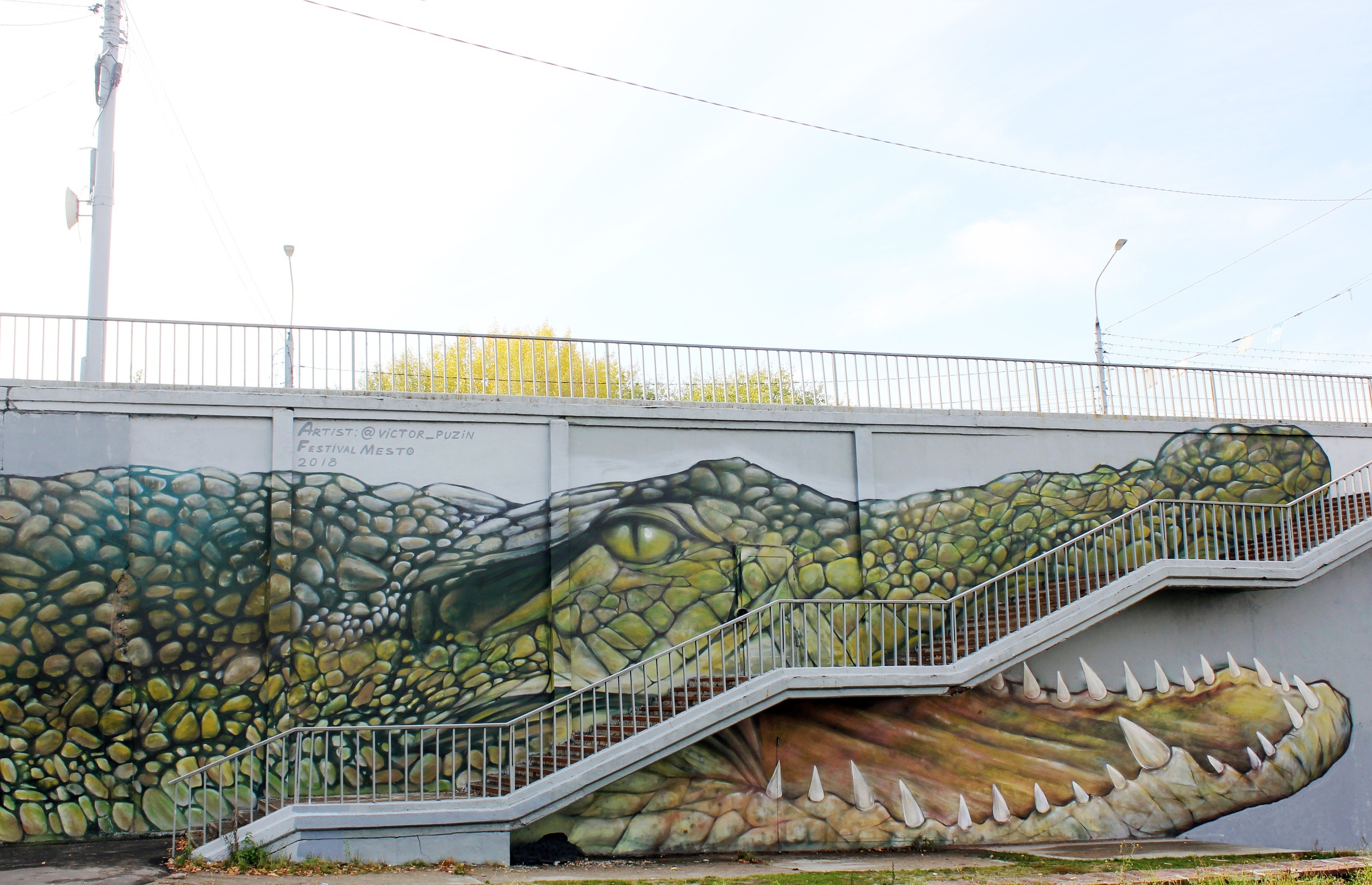
«Крокодил», Виктор Пузин (2018)

- Фестиваль уличного искусства «Новый Город:Древний»

Основная цель фестиваля уличного искусства «Новый Город: Древний» - художественное переосмысление исторического наследия города, привлечение внимания к его ярким особенностям и проблемам. В 2015 году в рамках фестиваля 8 художников расписали 7 исторических домов, жители которых подали заявки на участие в фестивале. Специально для создания работ каждый художник изучал историю дома, воспоминания живущих в нем жильцов, чтобы создать произведение, которое максимально отражает особенность выбранного места. В 2016 году в рамках фестиваля прошла не только основная программа с росписью домов, но и масштабная выставка в галереи Futuro, показ фильма о жителях-героях программы фестиваля в 2015 году, лекции, мастер-классы, а так же экскурсии по объектам уличного искусства. Создатель и идеолог фестиваля — нижегородский художник Артем Филатов.

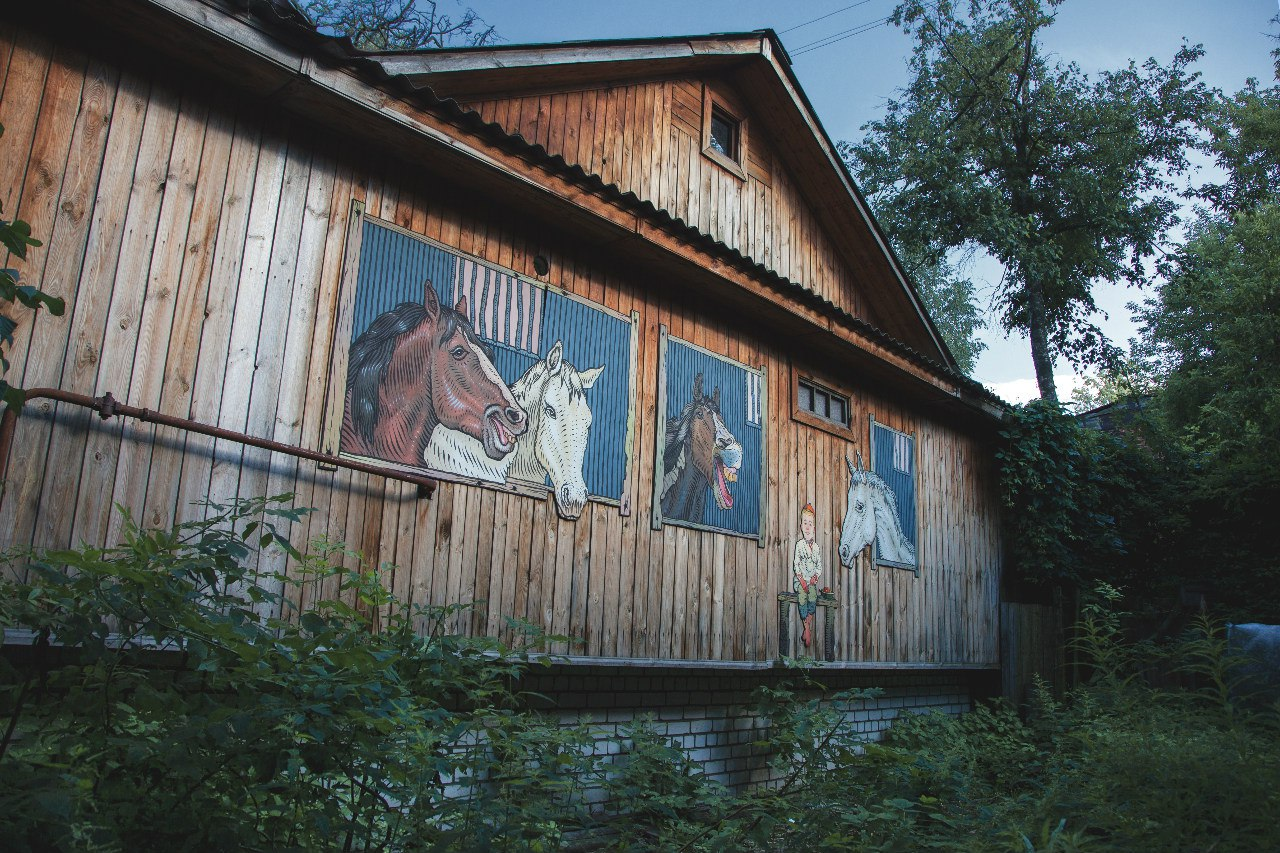
Роман Мураткин (ул. Короленко, 13)
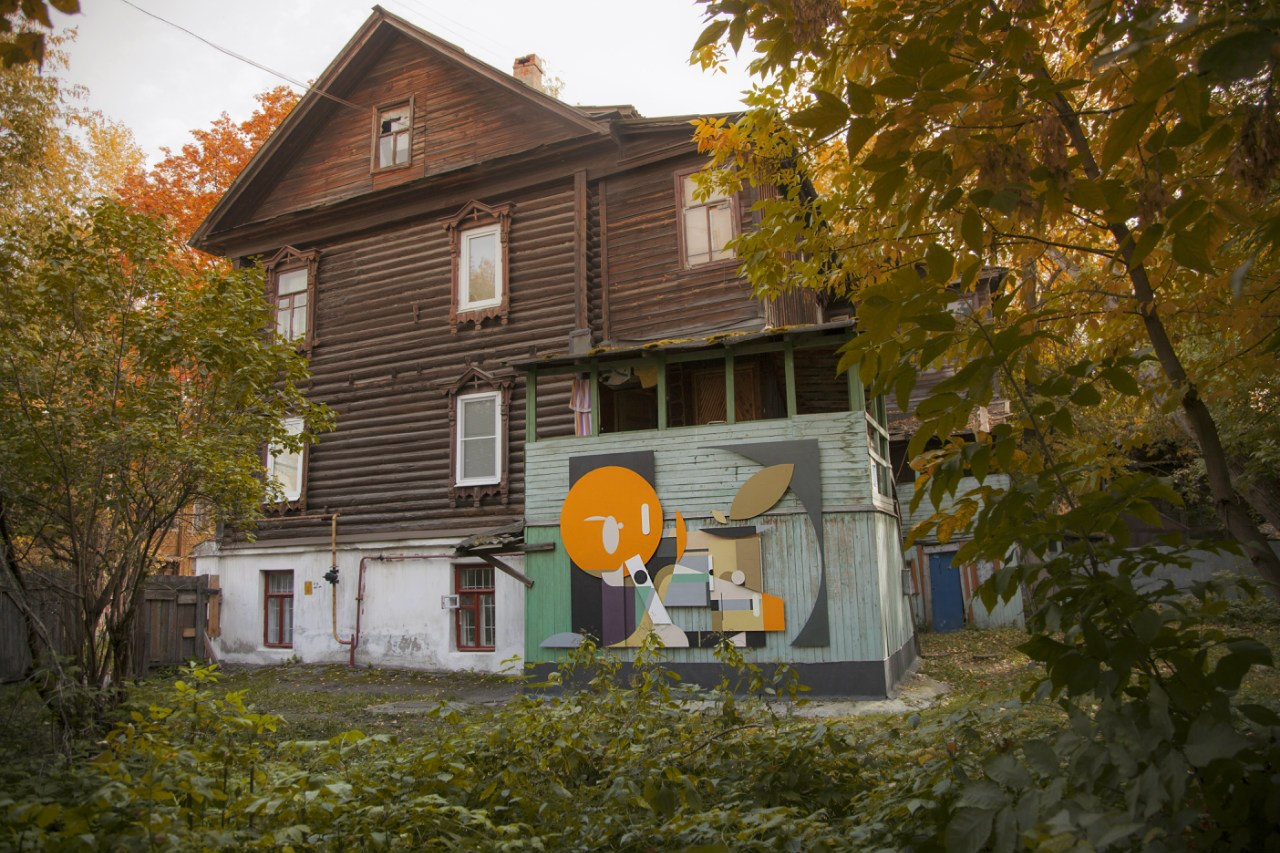
Алексей Лука (ул. Анри Барбюса,17)
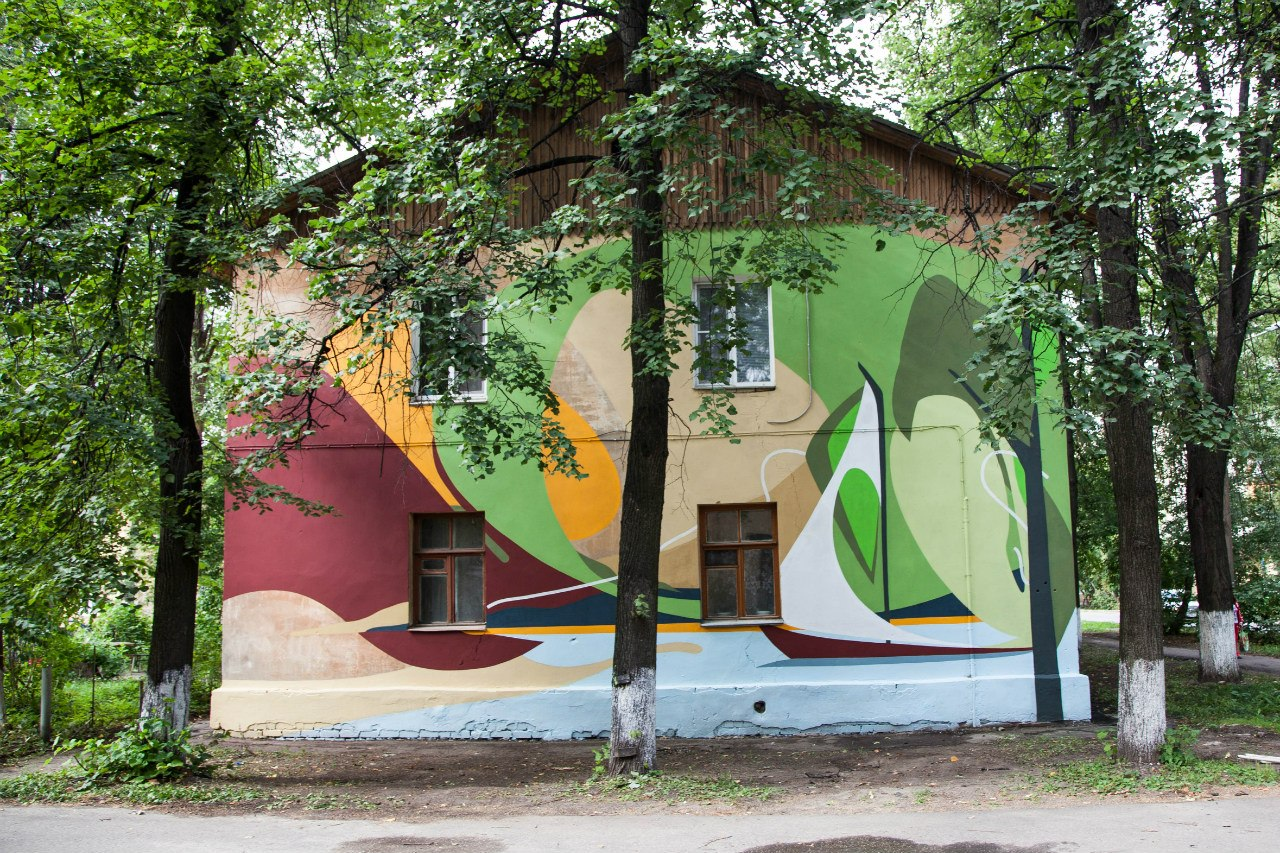
Евгений Диксон (ул. Саврасова, 7)
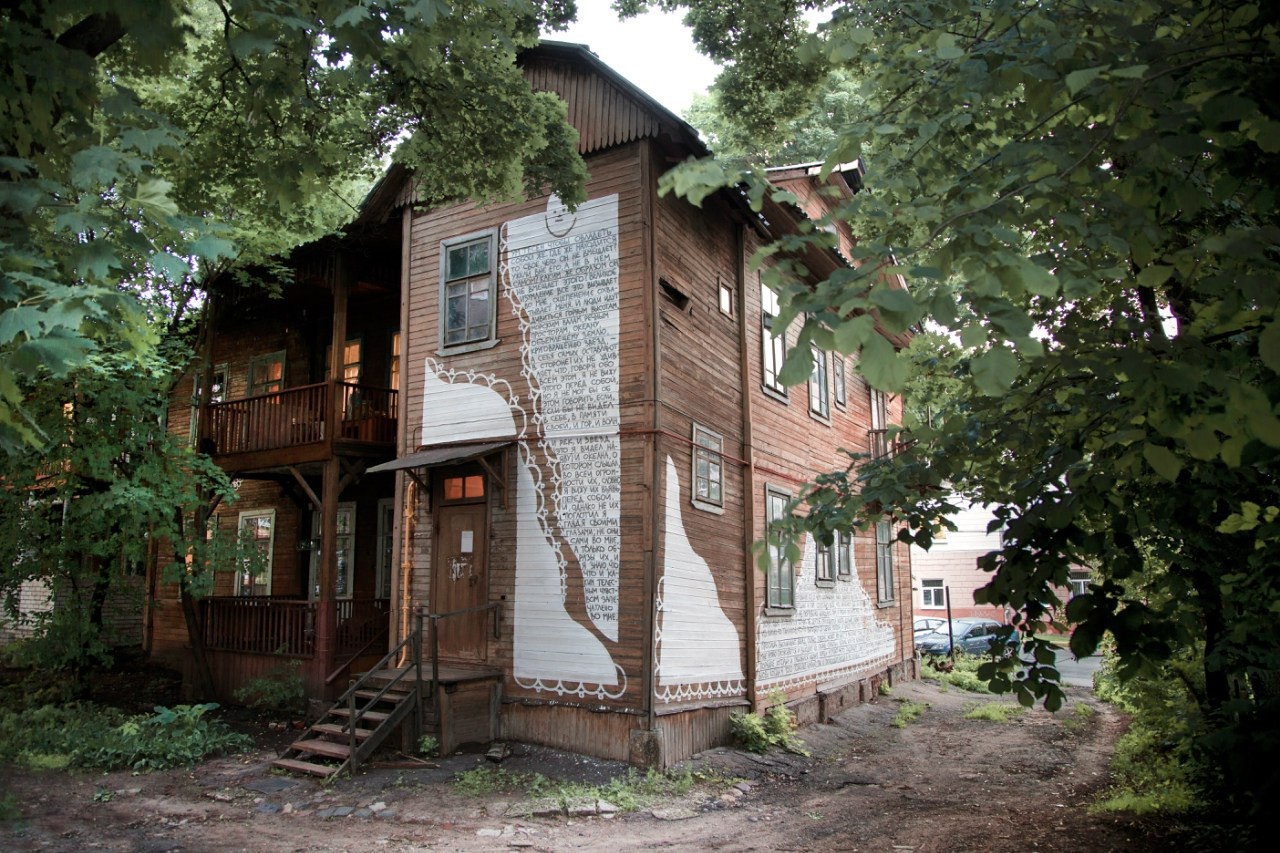
Тимофей Радя и Стас Добрый (ул. Нестерова, 35)
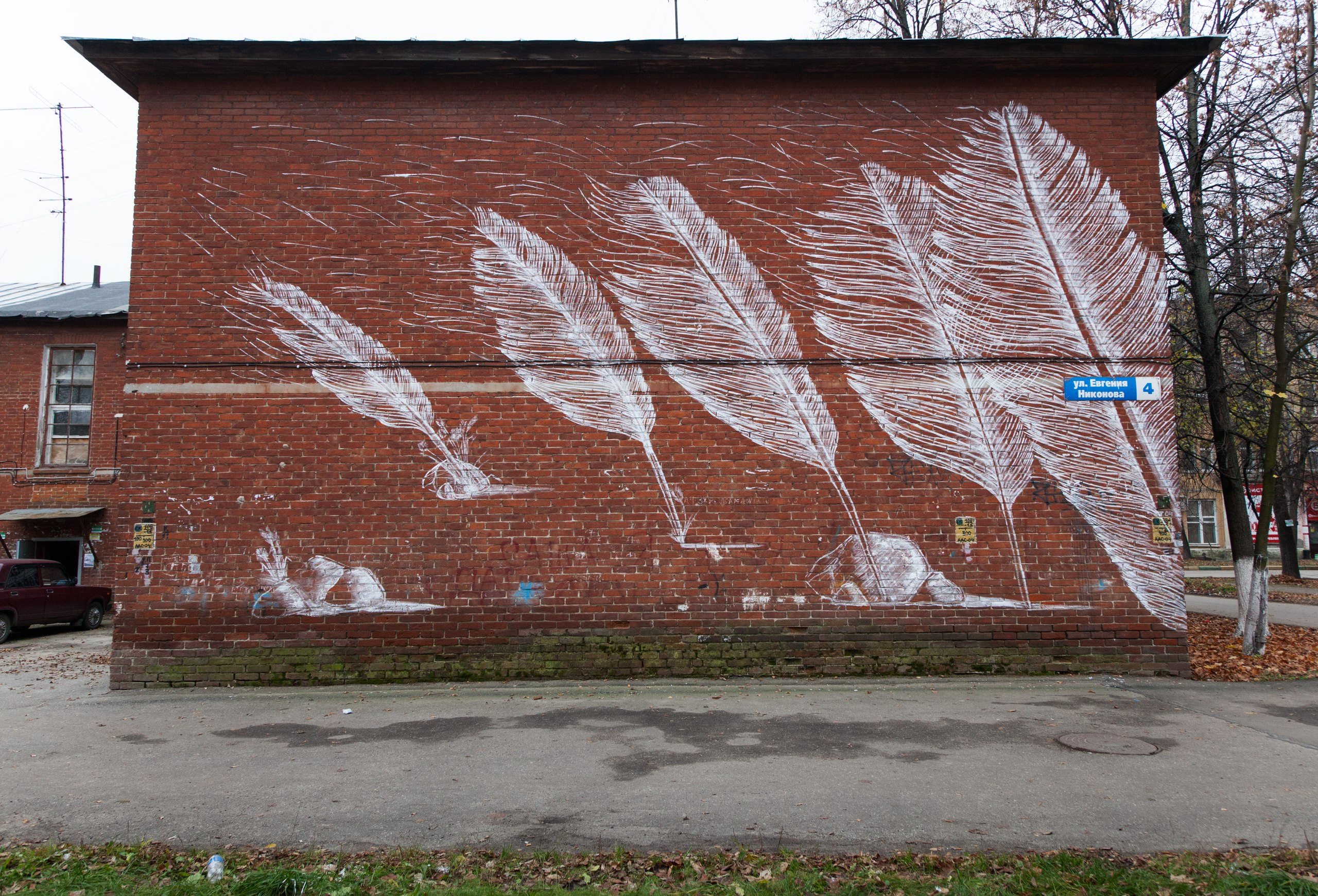
Антон Мороков (ул. Евгения Никонова, 4)
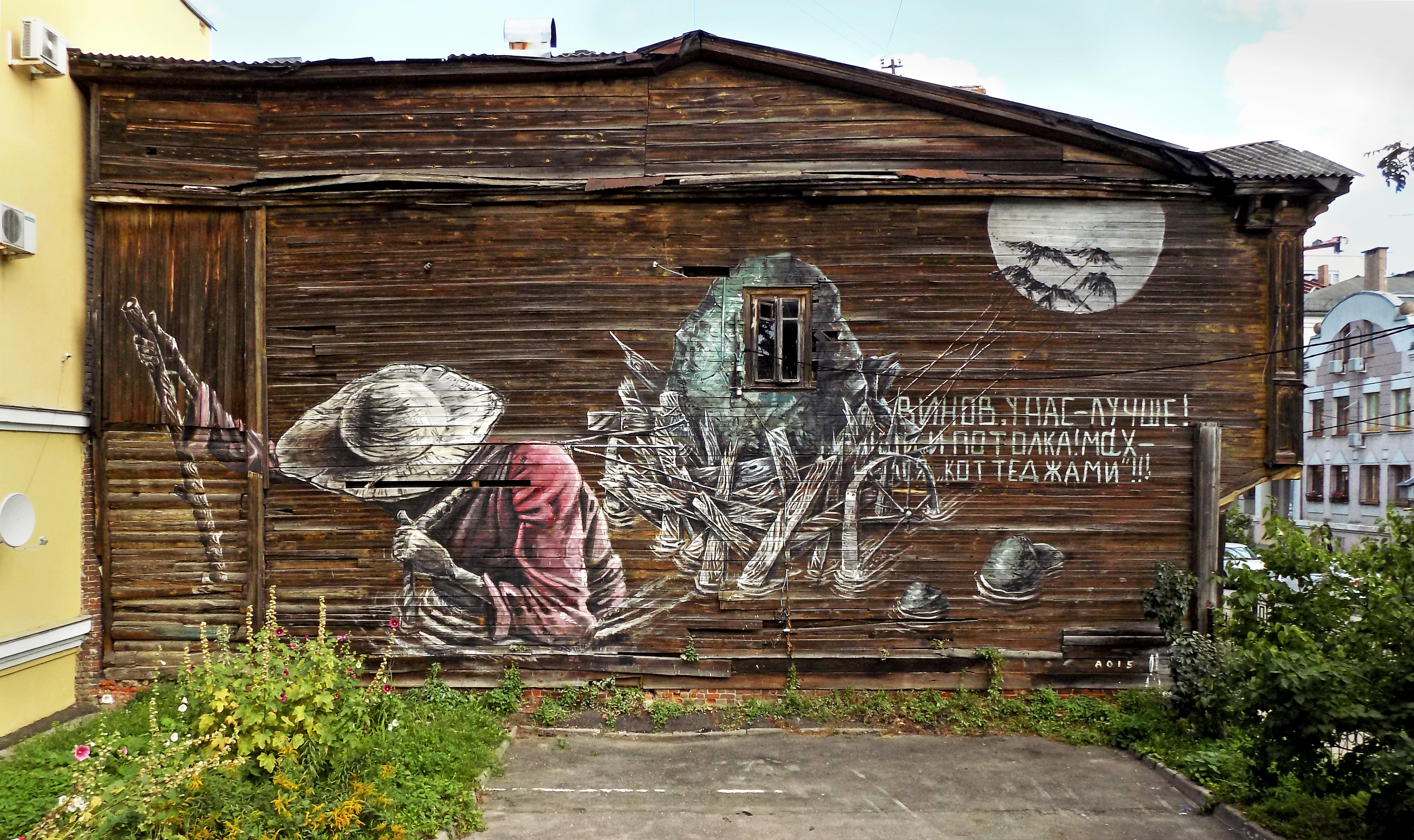
Андрей Оленев (Ул. Славянская, 4)

### Карта
В рамках проекта «Место» была создана онлайн карта с отметками уличного искусства Нижнего Новгорода. Карта сформирована на несколько слоев: работы фестиваля «Место», объекты сделанные в рамках других проектов и партизанские работы. А также отдельным слоем формируется утраченные работы. Карта регулярно обновляется и насчитывает более 300 точек.

### Галерея работ
Игорь Кобылин, философ, историк культуры, кандидат философских наук, доцент кафедры социально-гуманитарных наук Приволжского исследовательского медицинского университета (ПИМУ), старший научный сотрудник ИОН ШАГИ РАНХиГС:
Нижегородское уличное искусство обладает уникальным стилем. Узнаваемый дух местного стрит-арта складывается из особенного подхода к работе со средой и наследием, а также культурными кодами города и его историей. Эти факторы можно проследить в совершенно разных жанрах и у разных поколений нижегородских уличных художников.

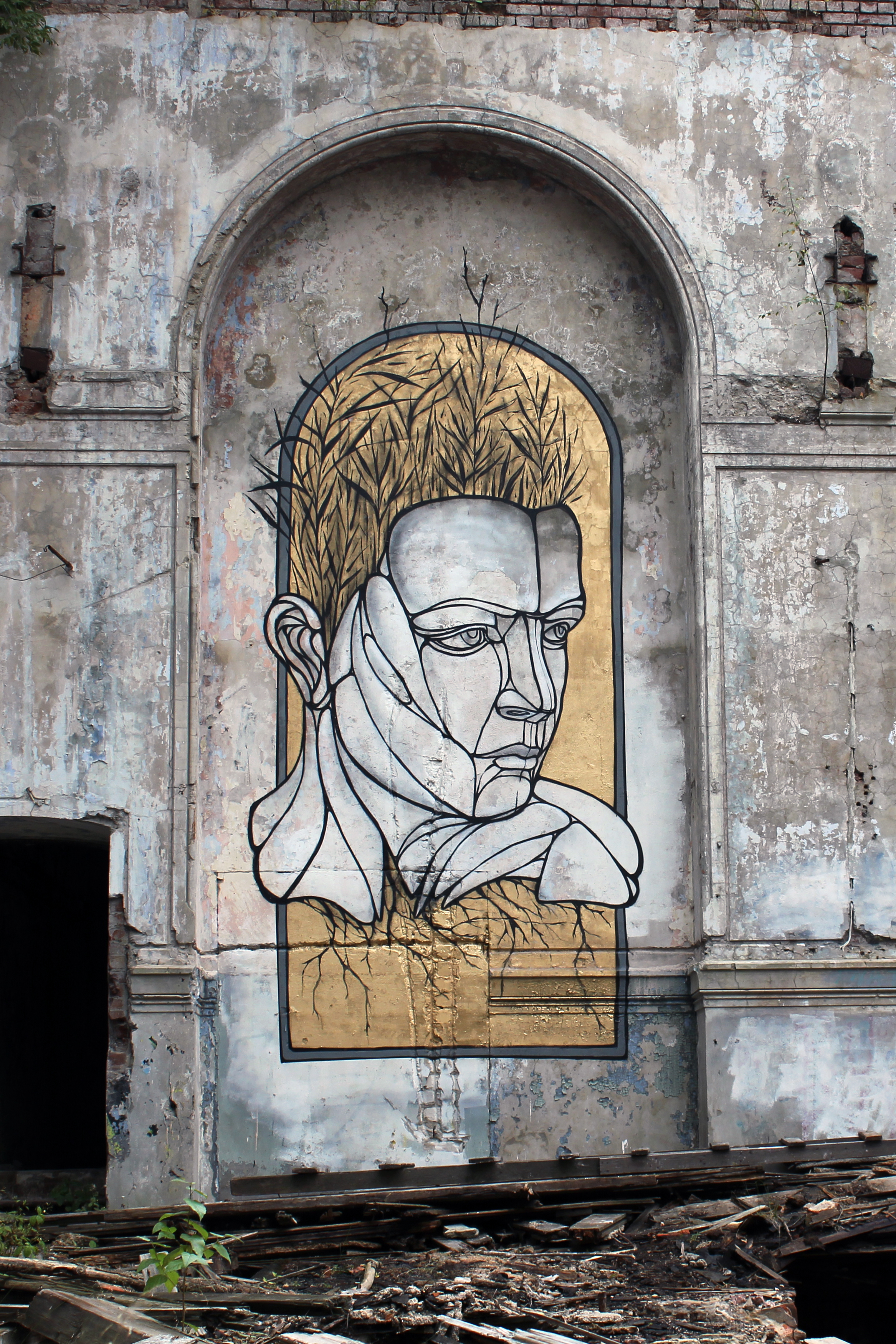
Никита Nomerz: Ростки, 2017 (Ул. Черниговская, 22)
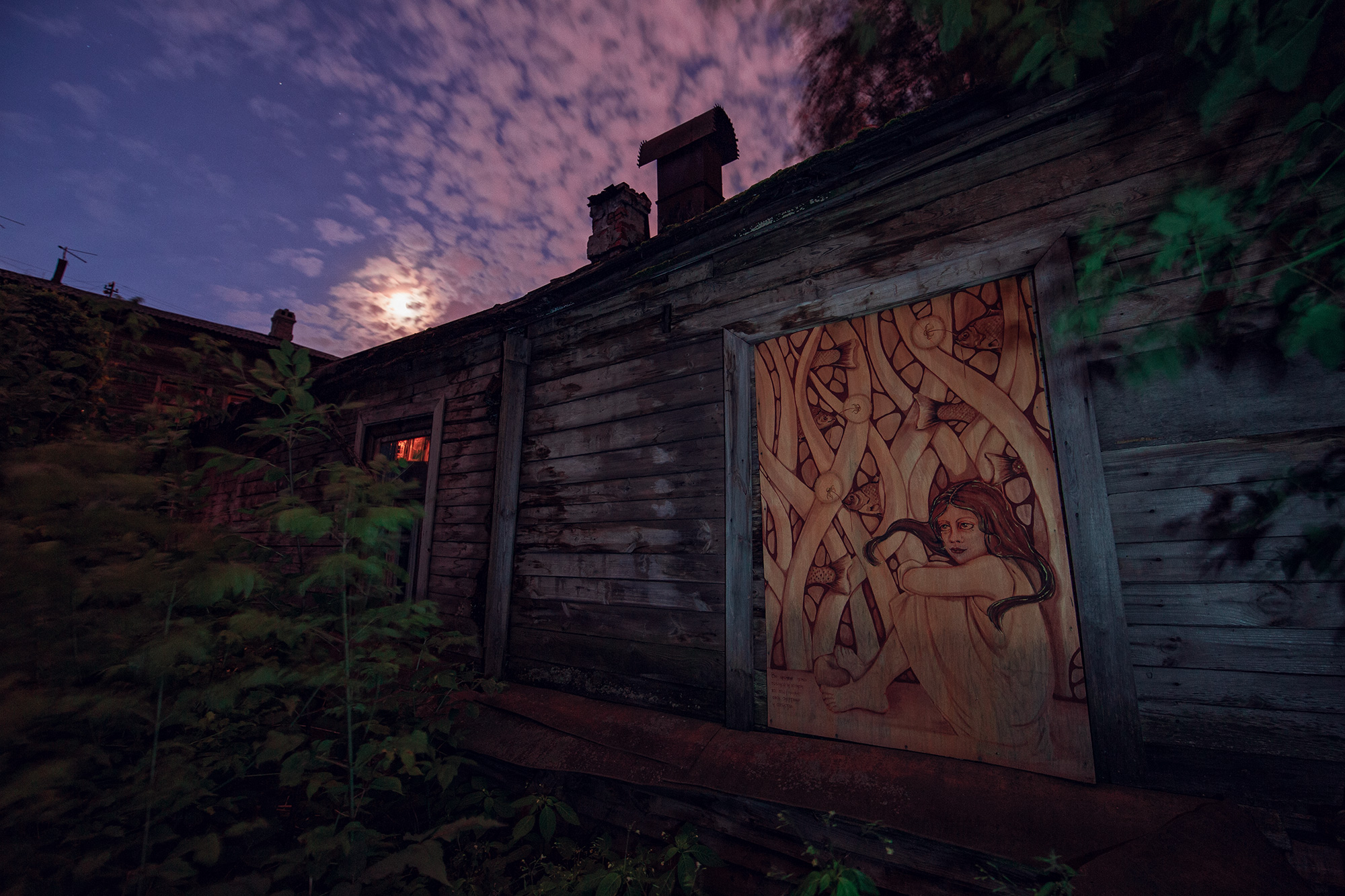
Елена Лисица: На границе снов, 2018 (Ул. Гоголя 4В)
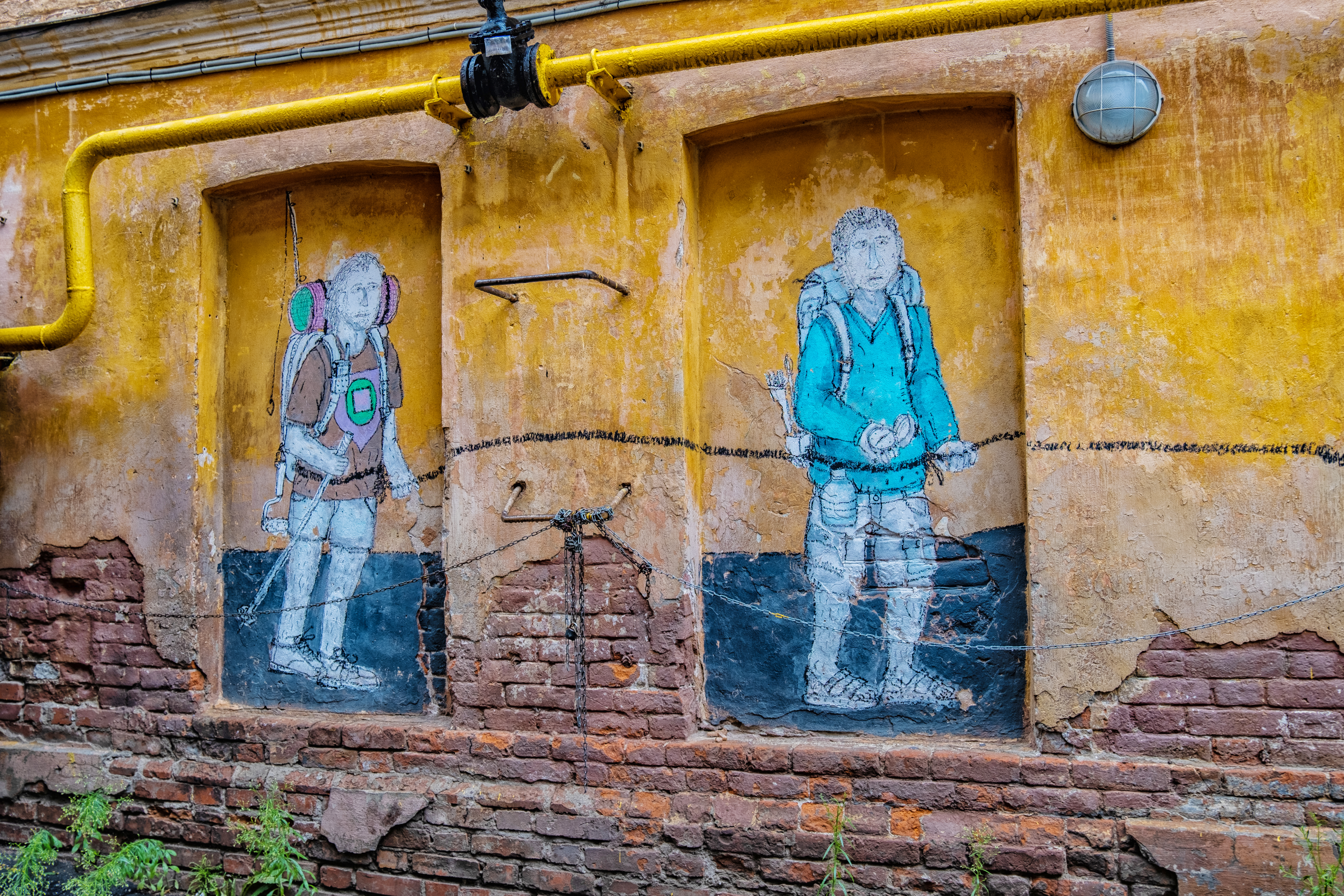
ТОЙ: Туристы, 2014 (Ул. Большая Покровская, 8)
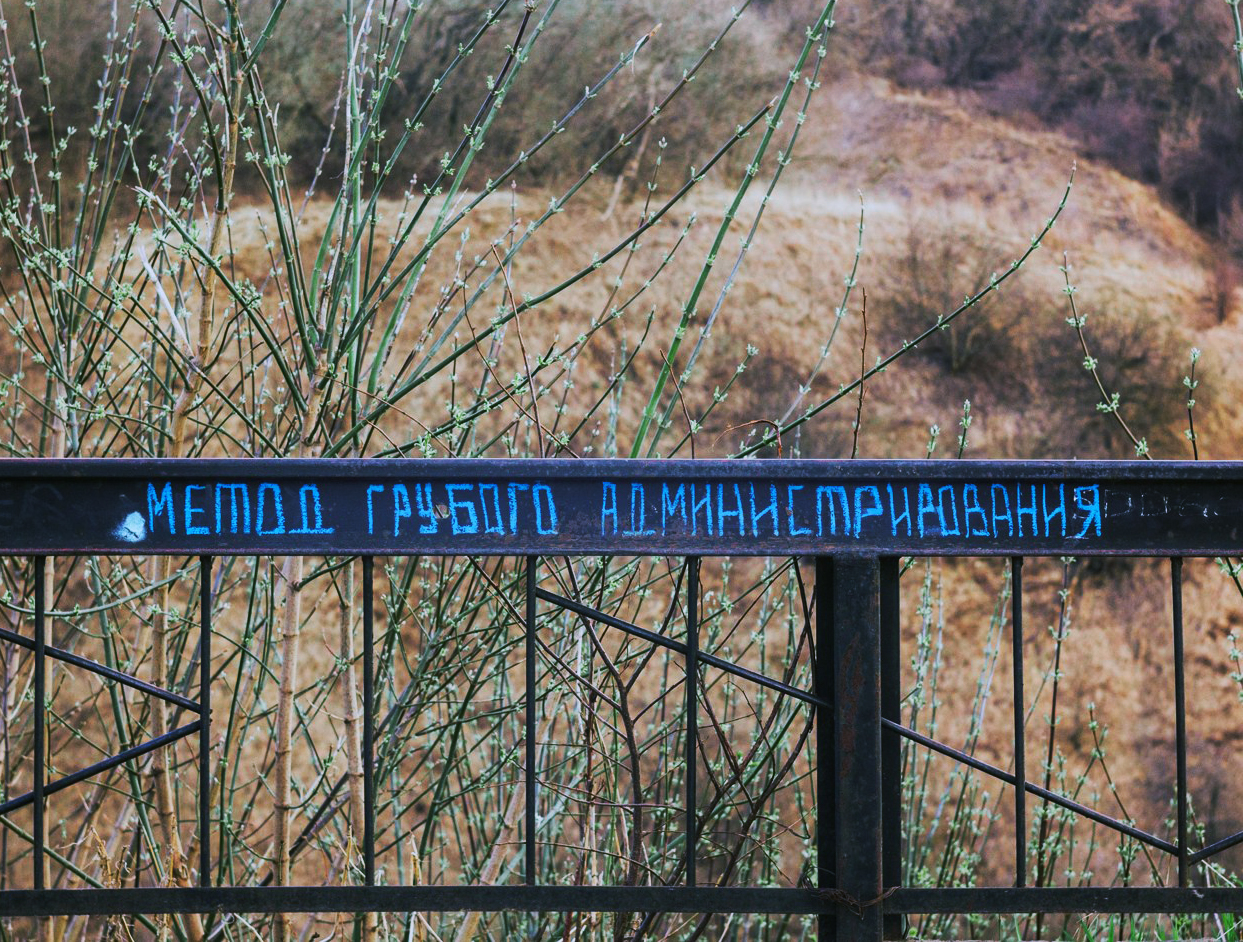
Синий Карандаш: Метод грубого администрирования, 2018 (Ул. Ярославская, 25)
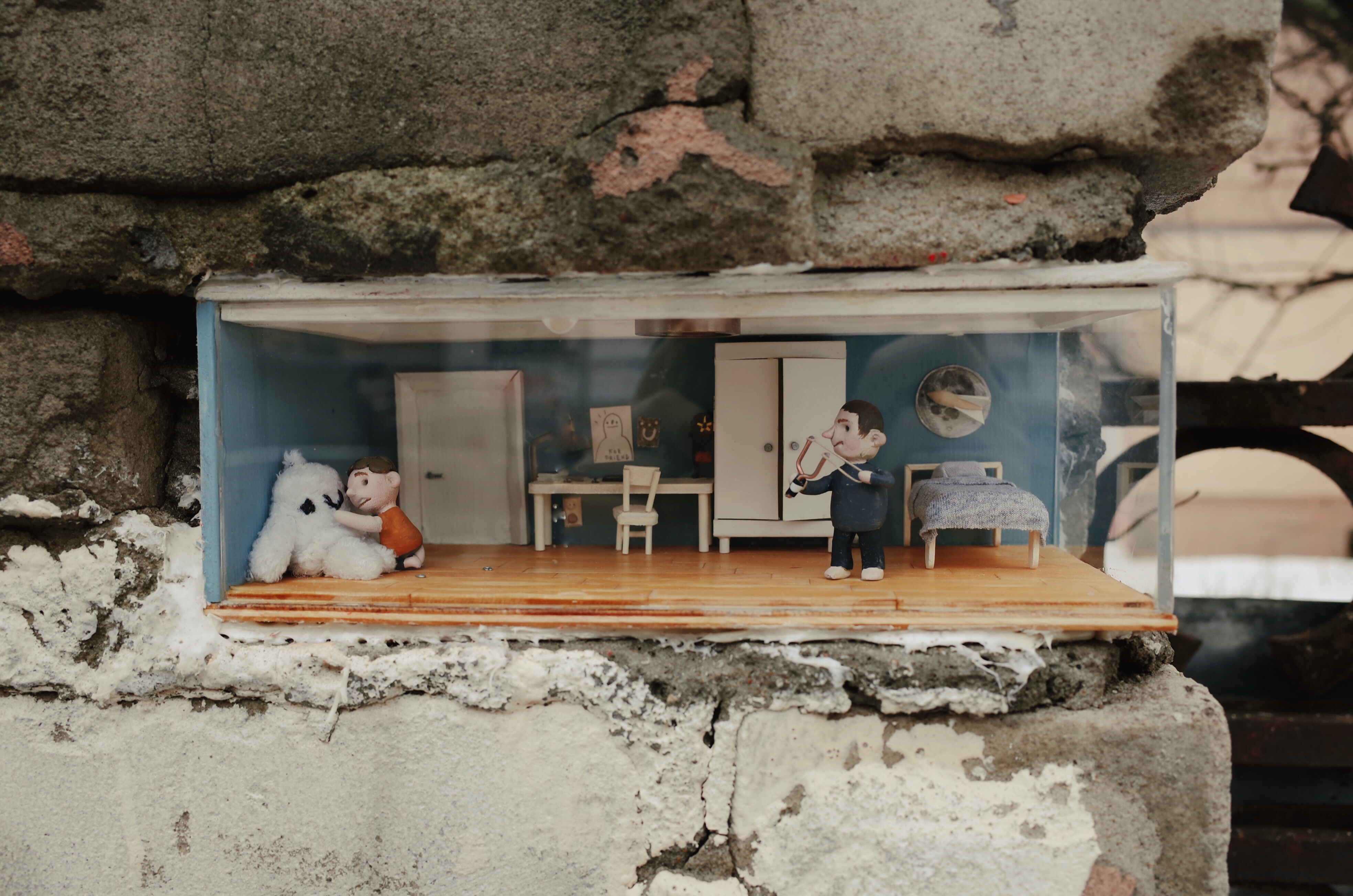
Иван Серый: Рогатка, 2020 (Пер. Холодный, 6)
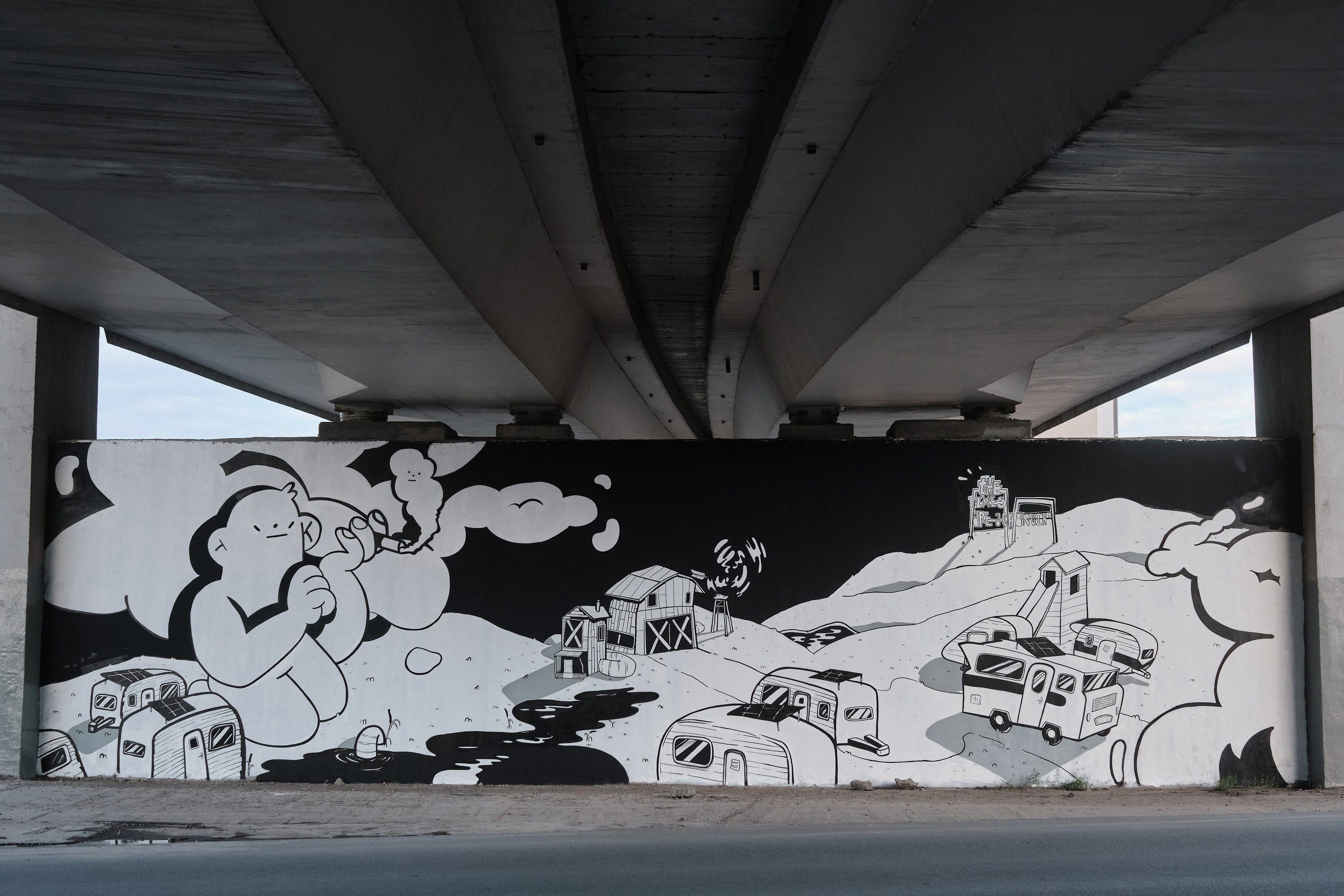
Максим Трулов и Ксюша Ласточка: New world order ver. 1.0, 2020 (Метромост ул. Марата)

### Печатные издания
- «Энциклопедия уличного искусства Нижнего Новгорода (1980-2020)»

В 2022 году была презентована печатная «Энциклопедия уличного искусства Нижнего Новгорода (1980-2020)». Издание посвящено уличному искусству Нижнего Новгорода, которое включает в себя многие художественные практики — граффити, стрит-арт, городские интервенции, уличные перформансы, акции и т. д. Энциклопедия содержит биографические справки о ключевых нижегородских уличных художниках разных поколений и направлений, словарь с терминологией, относящейся к граффити и стрит-арту, обзор знаковых для уличного искусства локаций и работ приезжих авторов. Основой издания стала статья, содержащая подробную хронологию уличного искусства Нижнего Новгорода с 1980 по 2020 год. В ней отражены ключевые события, оказавшие влияние на стиль локальной сцены, — от его зарождения в пространстве одного города до трансформаций в контексте общероссийского и мирового стрит-арт-опыта. Составителем энциклопедии выступил Никита Nomerz.
- «Краткая история нижегородского уличного искусства»

В 2019 году вышла книга «Краткая история нижегородского уличного искусства». В издании нижегородское уличное искусство определяется как художественное направление, сформировавшееся в 2010-е годы и объединившее локальных художников Андрея Дружаева, Федора Махлакжа, Антона Морокова, Андрея Оленева, Артема Филатова, Якова Хорева, Владимира Чернышева и команду «ТОЙ». Книга включает в себя множество фотографий, документирующих проекты художников. Авторы книги: Артем Филатов и Алиса Савицкая.

### Документальные фильмы
- 2016 — «Теплые стены»[32] — документальный фильм про фестиваля уличного искусства «Новый Город: Древний» (режиссер: Дмитрий Степанов)
- 2017 — «В открытую»[33] — документальный фильм про уличное искусство в России (режиссер: Никита Nomerz)
- 2018 — «Место’18»[34] — документальный фильм про фестиваль уличного искусства «Место» (режиссеры: Антон Семериков и Никита Nomerz)
- 2019 — «Стрит-арт. Философия прямого действия»[35] — документальный фильм про уличное искусство в России. (Телеканал Культура).
- 2020 — «Движ» — документальный фильм про уличное искусство в России. (Телеканал Москва 24).
- 2020 — «Место’20»[36] — документальный фильм про фестиваль уличного искусства «Место» (режиссер:  Борис Дементьев)
- 2021 — Документальный фильм «Oh my Град: Нижний Новгород»[37] (режиссер: Глеб Мамонов)
- 2021 — Документальный фильм «Граффити 800»[38] — документальный фильм про граффити продакшен «Граффити 800» (режиссер: Виктор Осин)
- 2022 — «Место’21»[39] — документальный фильм про фестиваль уличного искусства «Место» (режиссер:  Борис Дементьев)

## Театры

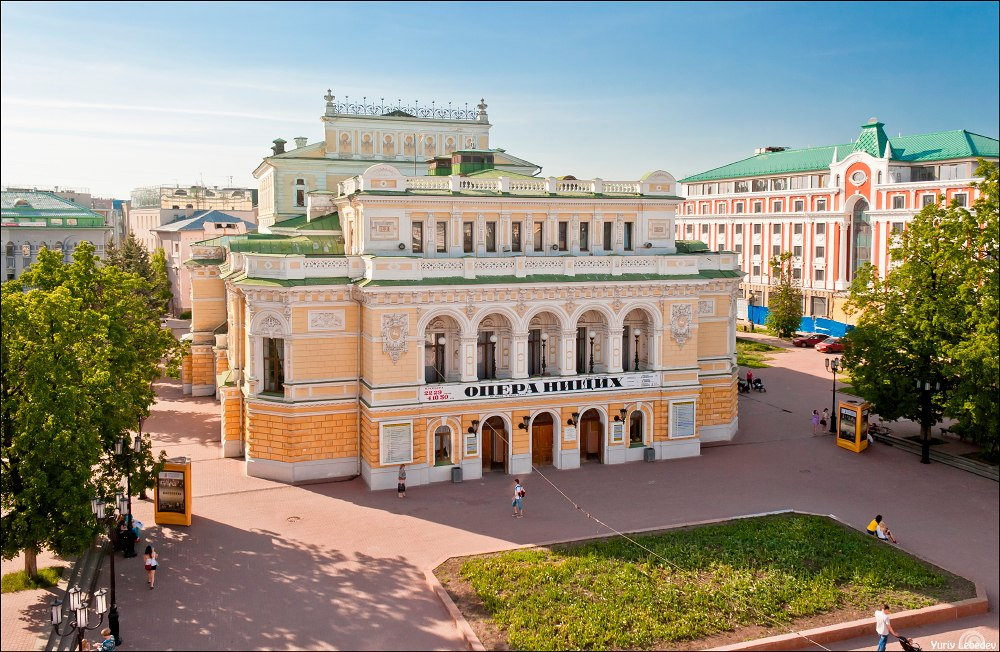
Театр Драмы

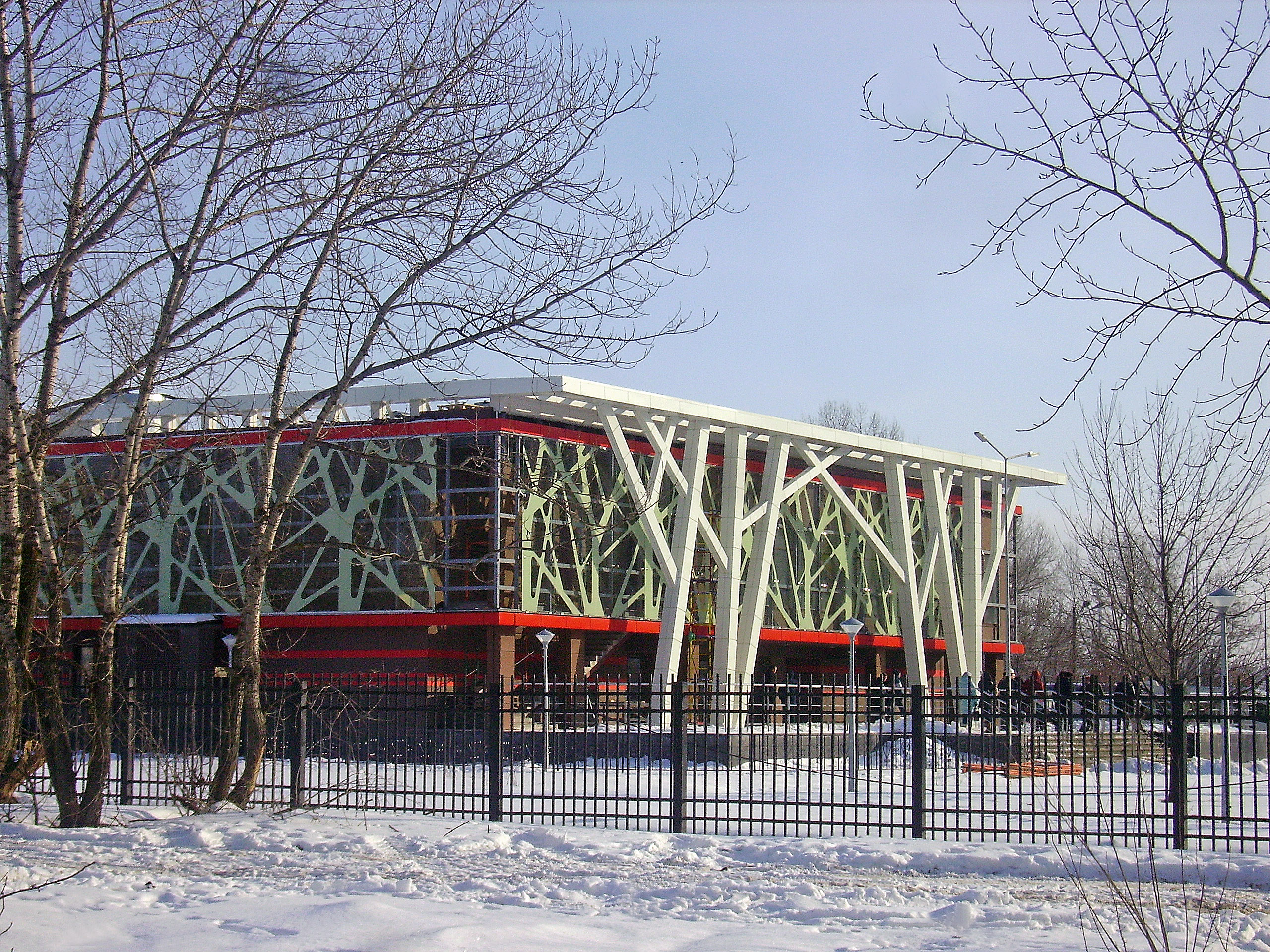
Детский театр Вера

В Нижнем Новгороде работают 14 театров, 7 из которых — муниципальные
Среди них три академических театра (драмы, оперы и балета имени А. С. Пушкина и театр кукол), театры комедии, юного зрителя и др.:
- Нижегородский государственный академический театр драмы имени М. Горького
- Нижегородский государственный академический театр кукол
- Нижегородский государственный академический театр оперы и балета имени А. С. Пушкина
- Нижегородский государственный театр юного зрителя
- Нижегородский Камерный музыкальный театр имени В. Т. Степанова
- Нижегородская государственная академическая филармония имени М. Ростроповича
- Нижегородский театр «Комедія»
- Детский театр Вера
- Листопад — молодёжный театр
- Малиновая Гряда, театр-студия пластики и пантомимы
- Народный театр под руководством Н. Антоневич
- Образ — Театр-школа
- Пиано — театр-студия
- Преображение — театр музыкальной пластики
- Учебный театр театрального училища им. Е. Евстигнеева

## Дома (дворцы) культуры
- Дом культуры ГУВД
- Дворец культуры ОАО ГАЗ
- Дворец культуры им. В. И. Ленина (не функционирует, заброшен)
- Дом культуры ЗЖБК
- Дом культуры им. Я. М. Свердлова
- Дворец культуры им. С. Орджоникидзе

## Кинотеатры

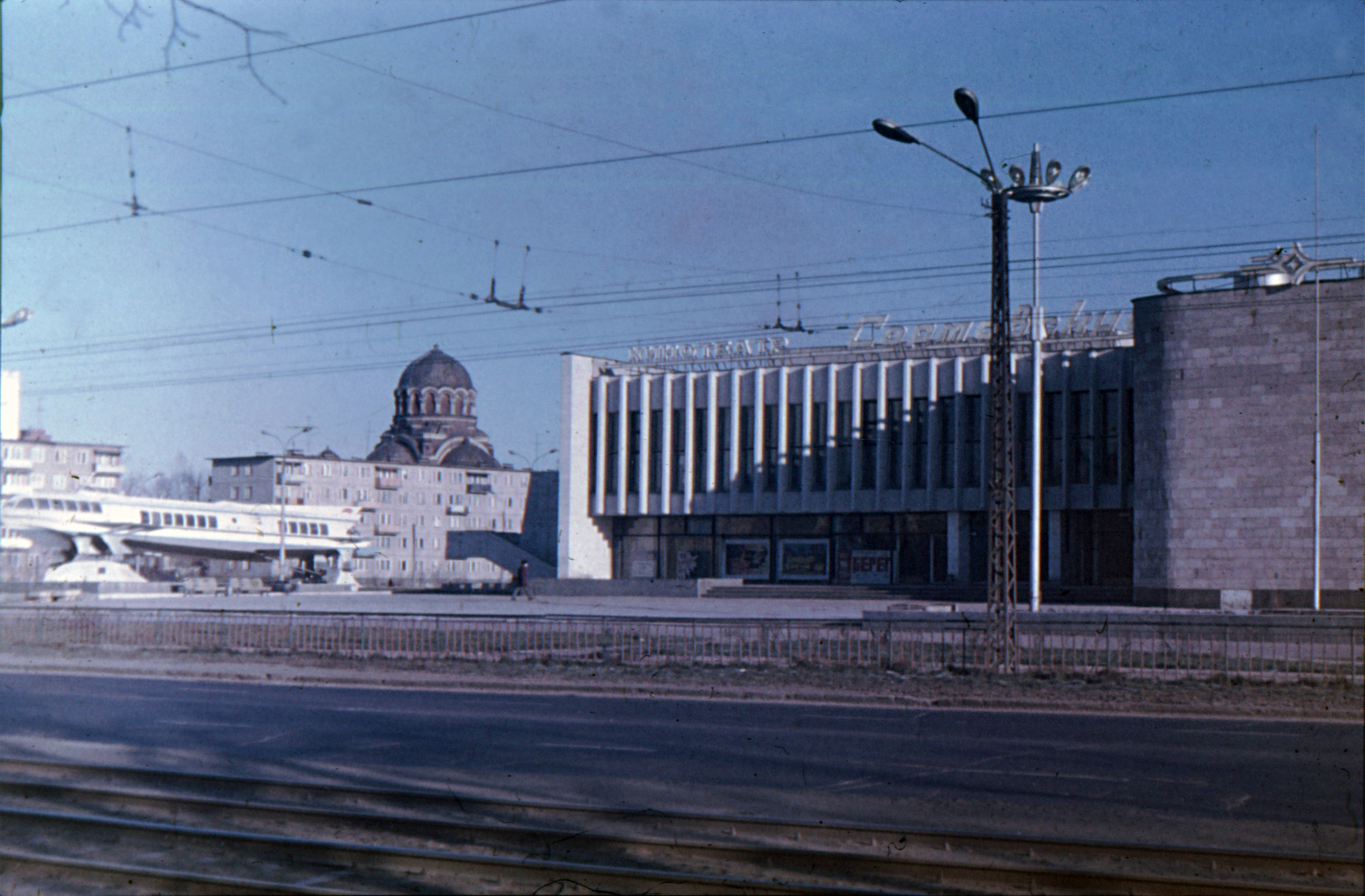
Кинотеатр «Сормовский» (фото 1982 года)

В Нижнем Новгороде более двадцати действующих кинотеатров:
- Сеть кинотеатров «Империя Грёз»[41]:
  - «Небо»
  - «Сормовский»
  - «Мир»
- Сеть кинотеатров «КАРО-фильм»[42]:
  - «Каро-Фильм» (ТРЦ «Шоколад»)
  - «Россия»
- «Синема Парк» (ТРЦ «Фантастика»)
- «Синема Парк Седьмое небо»
- «Синема РИО»
- «Романов Синема» (VIP кинотеатр)[43] (LP Fashion Gallery)
- «Автокино»[44] (кинотеатр под открытым небом)
- «Спутник» на улице Большой Покровской
- «Рекорд»[45]
- «Орлёнок»[46]
- «Буревестник» (детский)
- «Смена» (детский)
- «Зарница» (детский)
- 9 5D-кинотеатров

В 2012 году в ТРЦ «Седьмое Небо» был открыт кинотеатр «Синема Парк», уже 2-й в Нижнем Новгороде. Кинотеатр с 10 кинозалами является самым большим в Нижнем Новгороде. Кинотеатр «Синема Парк» в ТРЦ «Фантастика» также является одним из самых современных среди кинотеатров сети: все восемь залов кинотеатра имеют возможность демонстрировать фильмы в формате 3D.
В кинотеатре «Орлёнок» проходят фестивали европейского кино, организованные совместно с Французским культурным центром «Альянс Франсез — Нижний Новгород», Польским культурным центром, Посольством Королевства Нидерландов и другими культурными представительствами; анимационные фестивали; фестивали короткометражного кино «FUTURE SHORTS»; выставки детского творчества; художественные и фото- выставки.. В августе 2018 года в Нижнем Новгороде впервые в России прошел REALIST WEB FEST. В фестивале веб-сериалов приняли участие 30 работ из 14 стран, показ состоятся в кинотеатрах «Орлёнок» и «Рекорд».
В последние годы в Нижнем Новгороде стали открываться кинотеатры формата 5D: как в ТРЦ, так и на центральных улицах города.

### Закрытые кинотеатры
- «Октябрь» (на улице Большая Покровская) закрыт 10 октября 2016 года[51].
- «Искра»
- «Канавинский»
- «Москва»
- «Спутник» (на улице Максима Горького)
- «Современник» (Печёры)
- Кинотеатр им. Маяковского
- Кинотеатр им. Минина
- "Электрон"[52]

Кинотеатры «Канавинский» и «Москва» были переоборудованы в торговые центры, а кинотеатр «Спутник» — в ночной клуб.

### Перспективы
В скором будущем в Нижнем Новгороде откроется кинотеатр «Импульс», который на данный момент находится на ремонте. После реконструкции кинотеатр с 5 залами войдёт в состав московской сети КАРО-фильм.

## Планетарий
Нижегородский планетарий — муниципальное учреждение культуры, осуществляющее свою деятельность в областях образования, науки и культуры, связанных с исследованиями космоса, располагающее собственной обсерваторией. Нижегородский планетарий был открыт в 1948 году и стал вторым, открытым в СССР и в то же время самым современным планетарием страны. С 1994 является организационно-методическим центром Ассоциации планетариев России и представительством международного общества планетариев в России. В декабре 2005 года переехал в новое здание. В 2007 году был установлен космический тренажер стыковки корабля «Союз−ТМА» с Международной космической станцией.
Нижегородский планетарий — первый цифровой планетарий страны..

## Цирк
Нижегородский цирк — один из самых крупных цирковой комплекс в Европе. Всего цирк занимает площадь 30 тысяч квадратных метров, включая огромную конюшню на 37 стойл; отдельные помещения для морских животных, для хищников, для слонов, для собак, для обезьян; большую современную ветлечебницу; хозяйственный двор для автотранспорта, где под крышей, несмотря на погодные условия, можно вести разгрузку животных. В нижегородском государственном цирке учтено все, что может потребоваться посетителям для полноценного восприятия циркового представления. Нижегородский цирк рассчитан на 2000 зрительных мест, включая специальные места для инвалидов-колясочников. Свет, звук, кинопроекция, лазерная проекция, система видеонаблюдения соответствуют самым современным требованиям. Одним из сложнейших элементов цирка стала эффектная выдвижная лестница, которая соединяет эстраду с большой ареной..

## Научные памятники
- Арка электрических витаминов — интерактивный памятник, демонстрирующий окислительно-восстановительные процессы.

## Парки культуры и отдыха
В Нижнем Новгороде располагаются 4 парка культуры и отдыха.
- Швейцария — старейший в городе парк был создан весной 1903 года. После революции, в советское время был переименован в честь большевика П. Кринова. А в 1958 году парк получил название «имени Ленинского комсомола». И только в 90-х годах прошлого века парку вернули историческое название «Швейцария». На сегодняшний день парк размещается на территории 52 км². Имеет аттракционные площадки, десятки кафе, проводит более 20 праздников в год, не считая коммерческих, заказываемых в рекламных целях.
- Сормовский — парк в заречной части Нижнего Новгорода, расположен на границе Сормовского района и Московского района. Его ограничивают бульвар Юбилейный, улица Ярошенко, улица Черняховского и улица Красных Зорь. Был заложен в 1920-х годах одновременно со строительством Дворца культуры завода «Красное Сормово». Площадь его составляла 180 гектаров, а основой послужил старый лесной массив — Дарьинский лес. Сейчас к территории парка прилегает стадион «Труд». В праздничные дни в Сормовском парке проходят массовые гуляния.
- Автозаводский — основан в 1935 году. Площадь — 93,9 га, в том числе 2 озера площадью 5 га. Парк является популярнейшим местом свадебных прогулок и фотосессий молодоженов. Сюда приходят в основном те, кто расписывался в Автозаводском дворце бракосочетания.
- им. 1 Мая — находится на улице Октябрьской Революции в Канавинском районе около станции метро Чкаловская. Расположен на месте Всероссийской выставки 1896 года. В парке есть аттракционы, кафе, прокат спортивного инвентаря, ледяной каток (в зимнее время). Рядом с парком находится детская железная дорога.